# Валк, Матс
Матс Валк (нидерл. Mats Valk; род. 4 мая 1996, Амстелвен, Северная Голландия) — нидерландский спидкубер.
Обладатель бывшего мирового рекорда по сборке кубика Рубика 3×3×3, решив головоломку за 4,74 секунды в 2016 году, а также является бывшим обладателем мирового рекорда по сборке куба 4×4. В настоящее время Матс Валк удерживает несколько голландских и европейских рекордов в World Cube Association по сборке кубов 2х2, 3х3, 4x4, 5x5, 3×3 одной рукой, а также 6х6, 7х7, Square-1 и Скьюба. Матс Валк решает кубик Рубика 3×3 с зелёным или синим верхом, так как он является дальтоником и ему легче на них ориентироваться. Он также является создателем VLS (англ. Valks Last Slot — последний слот Валка) — набора алгоритмов, которые решают ориентацию последнего слоя (OLL), пока вращается пара последних углов из двух первых слоёв (F2L). В интервью с Чечневым он говорил, что его фамилия произносится никак иначе, как «Фолк».